# Tlacaelel
Tlacaelel (1397 – 1487) fu il principale propositore della Triplice alleanza azteca, e quindi dell'impero mexica (azteco)..

## Biografia
Era il figlio di Huitzilíhuitl, nipote di Itzcóatl e fratello di Motecuhzoma I. Questi ultimi due furono rispettivamente il primo ed il quinto imperatore azteco.
Durante il regno dello zio Itzcoatl, a Tlacaélel fu assegnato l'incarico di Tlacochcalcatl, ma nel corso della guerra contro i Tepanechi del 1420 fu promosso a primo consigliere del re, istituto chiamato Cihuacoatl in lingua nahuatl, incarico che Tlacaélel ricoprì per tutti i regni dei successivi quattro tlatoque (plurale di tlatoani), fino alla morte giunta nel 1487.
Tlacaélel ridefinì e rafforzò il concetto degli Aztechi come popolo prescelto, elevò il dio/eroe tribale Huitzilopochtli nel pantheon degli dei, ed aumentò il militarismo. Oltre a questo si dice che Tlacaelel abbia aumentato l'importanza del sacrificio umano, in particolare durante un periodo di disastri naturali che iniziò nel 1446 (secondo Durán). Durán dice anche che fu durante il regno di Motecuhzoma I, come invenzione di Tlacaelel, che ebbero inizio le guerre dei fiori con cui gli Aztechi combattevano contro Tlaxcala ed altre città-stato Nahua.
Per potenziare la nobiltà azteca aiutò a creare e rafforzare le leggi suntuarie, vietando ai cittadini comuni di indossare certi ornamenti quali orecchini da labbra, bracciali in oro e abiti in cotone. Diede anche il via alla politica di bruciare i libri delle popolazioni conquistate, nel tentativo di cancellare ogni loro ricordo precedente al dominio azteco.
Quando si dedicò alla settima ricostruzione del Templo Mayor di Tenochtitlán, Tlacaelel portò il suo popolo al culmine del suo potere. L'inaugurazione del tempio ebbe luogo nel 1484, e fu celebrata col sacrificio di numerosi prigionieri di guerra. Dopo la morte di Tlacaelel, avvenuta nel 1487, l'impero mexica continuò ad espandersi verso nord nel Gran Chichimeca, ed a sud verso le terre dei Maya.

## Nella cultura di massa
Tlacaelel è il personaggio principale del film messicano del 1991 Retorno a Aztlán di Juan Mora Catlett.